# Шин, Йошуа
Йошуа Шин (англ. Yoshua Shing; 20 июня 1993, Порт-Вила) — вануатский игрок в настольный теннис, выступает за национальную сборную Вануату начиная с 2006 года. Дважды серебряный и дважды бронзовый призёр Тихоокеанских игр, участник двух летних Олимпийских игр и четырёх Игр Содружества.

## Биография
Йошуа Шин родился 20 июня 1993 года в городе Порт-Вила, Вануату.
В 2006 году вошёл в основной состав национальной сборной Вануату по настольному теннису и выступил на Играх Содружества в Мельбурне, где занял 25 место в мужском командном разряде.
Первого серьёзного успеха на взрослом международном уровне добился в сезоне 2007 года, когда побывал на Южнотихоокеанских играх в Апиа и привёз оттуда награду бронзового достоинства, выигранную в зачёте смешанных пар.
В 2010 году выступал на Играх Содружества в Дели: занял 17 место в мужских парах, 25 место в командном разряде, 33 место в смешанных парах и одиночном разряде.
На Тихоокеанских играх 2011 года в Нумеа завоевал серебряную медаль в зачёте смешанных пар.
Благодаря череде удачных выступлений удостоился права защищать честь страны на летних Олимпийских играх 2012 года в Лондоне — уже в стартовой встрече мужского одиночного разряда со счётом 0:4 потерпел поражение от кубинца Анди Перейры и таким образом выбыл из дальнейшей борьбы за медали.
После лондонской Олимпиады Шин остался в сборной Вануату по настольному теннису и продолжил принимать участие в крупнейших международных соревнованиях. Так, в 2014 году он играл на Играх Содружества в Глазго, где занял 47 место в одиночном разряде, 19 место в командном разряде, 17 место в мужских парах и 33 место в смешанных парах.
В 2015 году на Тихоокеанских играх в Порт-Морсби дважды поднимался на пьедестал почёта, получив серебро в одиночном разряде и бронзу в командном разряде.
Квалифицировался на летние Олимпийские игры 2016 года в Рио-де-Жанейро — завоевал олимпийскую лицензию по итогам отборочного турнира в Океании, благодаря тому, что НОК Новой Зеландии принял решение отказаться от путёвки, завоёванной Лю Тэнтэном. На церемонии открытия Игр ему доверили право нести знамя своей страны. В итоге Шин вновь проиграл первый же поединок одиночного разряда, на сей раз уступил со счётом 0:4 мексиканцу Маркосу Мадриду.
В 2018 году стал бронзовым призёром чемпионата Океании по настольному теннису в командном разряде, выступил на Играх Содружества в Голд-Косте.